# Callodicopus longicornis
Callodicopus longicornis är en stekelart som beskrevs av Dmitriy Alekseevich Ogloblin 1955. Callodicopus longicornis ingår i släktet Callodicopus och familjen dvärgsteklar. Inga underarter finns listade.